# Römisches Staatsrecht

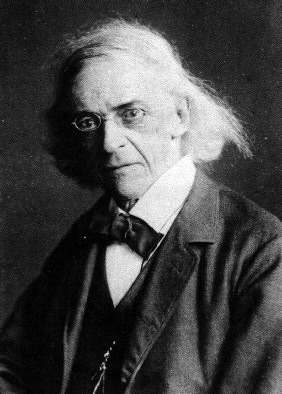
Theodor Mommsen

Römisches Staatsrecht (Derecho constitucional romano en español) es un manual sobre el derecho público de la Antigua Roma escrito por Theodor Mommsen. La obra se divide en tres volúmenes y cinco libros, publicados entre 1871 y 1888. En total consta de más de 3200 páginas. Esta obra de Mommsen se puede considerar una continuación de su anterior libro Historia de Roma. Las dos obras forman una unidad.
El valor de Römisches Staatsrecht transciende el ámbito del derecho romano y constituye un hito para toda la disciplina del derecho público. Mommsen aplicó por primera vez al derecho público el método de la pandectística asociada a Friedrich Carl von Savigny, método que hasta entonces era el comúnmente aceptado en el ámbito del derecho privado pero que no había sido aplicado al derecho público. Con esta obra se producen dos cambios de gran relieve en las disciplinas del derecho público y del derecho romano. Por un lado, el derecho público queda unido al derecho positivo. Por otro lado, en el estudio del derecho romano se consolida el método crítico histórico.